# Deleni (Constanța megye)
Deleni község Constanța megyében, Dobrudzsában, Romániában. A hozzá tartozó települések: Petroșani, Pietreni, Șipotele.

## Fekvése
A település az ország délkeleti részén található, Konstancától hatvan kilométerre nyugatra, a legközelebbi várostól, Băneasatól harmincöt kilométerre, északnyugatra.

## Története
Régi török neve Yenice, románul Enigea vagy Ienidja.

## Lakossága
A nemzetiségi megoszlás a következő:
| 2002      | 2002 | 2002   |
| --------- | ---- | ------ |
| Románok   | 2501 | 98,69% |
| Törökök   | 20   | 0,78%  |
| Romák     | 10   | 0,39%  |
| Lipovánok | 1    | 0,03%  |
| Bolgárok  | 1    | 0,03%  |
| Egyéb     | 1    | 0,03%  |
| Összesen  | 2534 | 100,0% |